# Okakura Kakuzō
Okakura Kakuzō (岡倉 覚三?), también conocido como Okakura Tenshin (岡倉 天心?   14 de febrero de 1862 - 2 de septiembre de 1913), fue un filósofo, escritor, historiador y crítico de arte japonés, director de la Escuela de Bellas Artes de Tokio (Tōkyō Bijutsu Gakkō). 

## Vida
Nació en Yokohama, en el seno de una familia de tradición samurai procedente de Fukui. Estudió en la Universidad Imperial de Tokio, así como en una institución occidental donde aprendió el idioma inglés. Se especializó en Filosofía y Literatura inglesa, graduándose en 1880. Fue discípulo de Ernest Fenollosa, con el que intentó recuperar las tradiciones ancestrales japonesas, que se estaban perdiendo con el proceso de modernización y occidentalización iniciado en la era Meiji. Entre otras cosas, fue un gran promotor del arte japonés tradicional (nihonga), contrapuesto al arte occidentalista (yōga) que tuvo mucho éxito entre finales del siglo XIX y principios del siglo XX.
Entre 1901 y 1902 viajó a la India, donde conoció a Rabindranath Tagore, con quien enseguida congenió, siendo un defensor como él de la cultura tradicional de sus países —de hecho Okakura envió alumnos japoneses a la escuela de Tagore de Santiniketan—. Posteriormente se instaló en Estados Unidos, donde fue nombrado asesor -y posteriormente director- del Museo de Bellas Artes de Boston, cargo en el que sucedió a Fenollosa. Aquí realizó una enorme labor de recopilación y conservación de arte asiático, consiguiendo una de las mejores colecciones del mundo en esta especialidad.

## Obra
Sus principales obras son: Los ideales de Oriente (Londres, J. Murray, 1903), El despertar de Japón (Nueva York, Century, 1904) y El libro del té (Nueva York, Putnam's, 1906).
En Los ideales de Oriente, obra cuyo borrador escribió durante su estancia entre 1901 y 1902 en la India —donde durante un tiempo se alojó en la casa de la familia de Tagore en Calcuta—, expuso su concepción nacionalista japonesa teñida de panasiatismo, como lo demostraba la contundente declaración con la que iniciaba el libro:

Asia es una. La cordillera del Himalaya divide, tan sólo para acentuar, dos grandísimas civilizaciones, la china con su comunismo de Confucio, y la india, con su individualismo de los Vedas.

Añadiendo más adelante:

La caballerosidad árabe, la poesía persa, la ética china y el pensamiento indio hablan todos ellos de una única paz asiática, donde fue creciendo una vida en común, que engendraba en las distintas regiones flores características diferentes, pero que en ningún lugar era capaz de una línea divisoria clara y nítida.

En sus dos libros siguientes, El despertar de Japón (1904) y El libro del té (1906), propugnó reforzar la identidad japonesa y recordó los prejuicios de Occidente respecto de Oriente —«¿Cuándo comprenderá, o intentará comprender, Occidente a Oriente?», se preguntaba—. En El libro del té escribió:

A los asiáticos a menudo nos sobrecoge la curiosa red de hechos y fantasía que se ha tejido respecto a nosotros. Se nos retrata como un pueblo que se alimenta del perfume del loto, cuando no de ratones y cucarachas. Eso se debe o bien a un fanatismo impotente o bien a una voluptuosidad abyecta. La espiritualidad india ha sido objeto de burlas y equiparada a la ignorancia, la sobriedad china a la estupidez, y el patriotismo japonés se ve como una consecuencia del fatalismo. ¡Se ha llegado a decir que somos menos sensibles al dolor y a las heridas debido a la insensibilidad de nuestra organización nerviosa.